# Eugène Deshayes

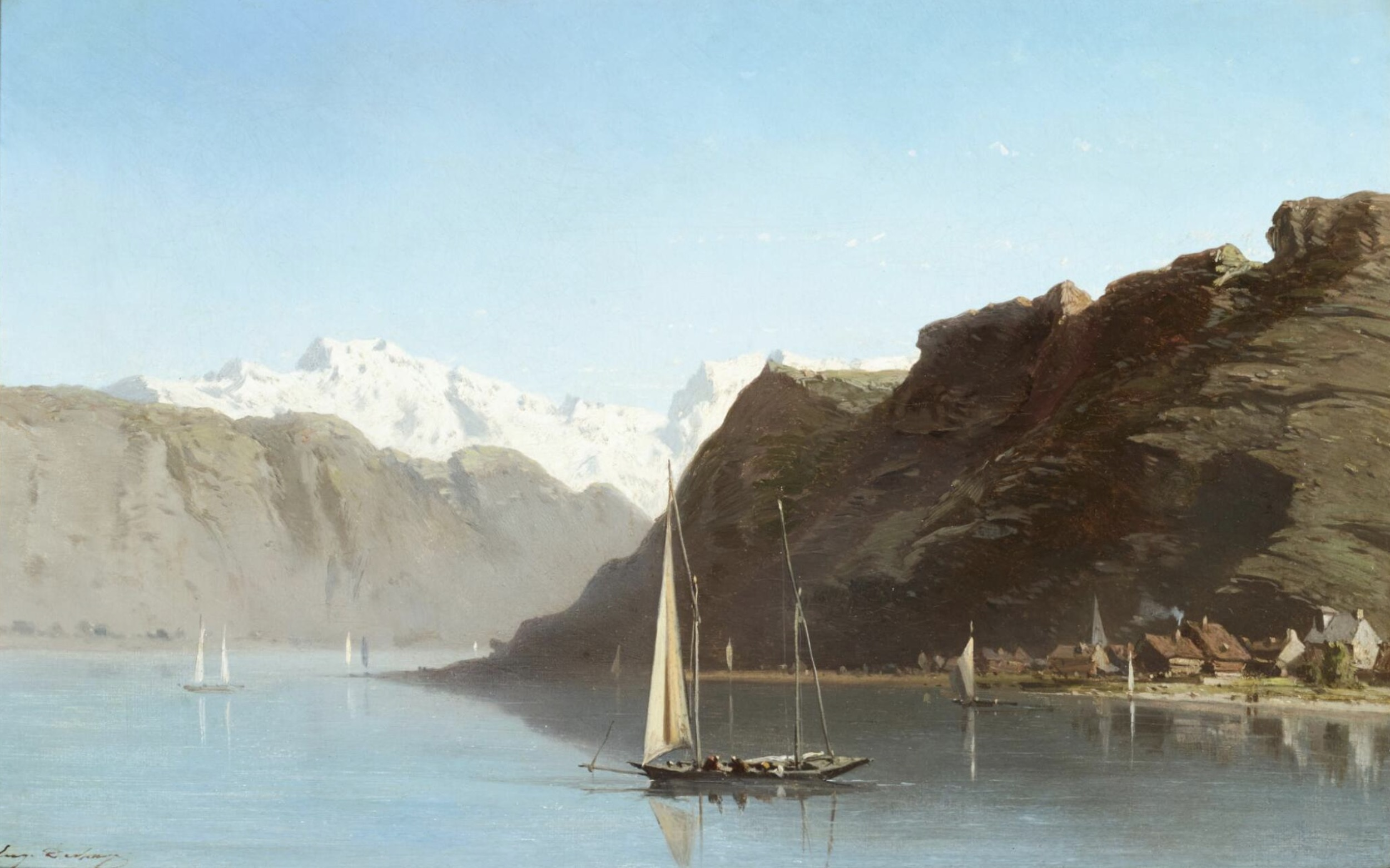
Eugène Deshayes: Der Genfer See bei Bouveret, mit den Dents du Midi in der Ferne

Eugène Deshayes (* 1. Januar 1828 in Paris; † 30. März 1891 ebenda) war ein französischer Landschafts- und Marinemaler und Aquarellist. Er gehörte zur École de Cernay und ist nicht mit dem Orientalisten Eugène François Deshayes (1862–1939) zu verwechseln.

## Leben und Werk
Eugène Deshayes war Schüler seines Vaters, des Malers und Lithographen Jean Éleazard Deshayes (gest. 1848). Eugène Deshayes stellte von 1848 bis 1867 im Salon de Paris aus und ist in mehreren französischen Museen vertreten, darunter in Chartres, Mulhouse, La Rochelle und Rouen. Seine Malerei ähnelt der von Eugène Boudin und Jean-Baptiste Camille Corot.